# Dovebrücke
Die Dovebrücke ist eine Straßenbrücke über den Landwehrkanal im Berliner Ortsteil Charlottenburg, die die Dovestraße im nördlich gelegenen Charlottenburger Gewerbeviertel im Spreebogen mit der südlich anschließenden Cauerstraße verbindet. Sie ist die letzte Brücke über den Landwehrkanal vor seiner etwa 100 m weiter westlich gelegenen Einmündung in die Spree, wurde 1910–1911 erbaut und steht unter Denkmalschutz.

## Geschichte
Vorgängerin war eine 1890 als Provisorium errichtete hölzerne Klappbrücke, die eine erste schnelle Verbindung der überwiegend von Arbeitern bewohnten Viertel um die Galvani- und Guerickestraße mit den Fabriken nördlich des Kanals bot.
Sie war so angelegt, dass 1910–1911 unmittelbar östlich neben ihr eine massive Gewölbebrücke in Stampfbeton errichtet werden konnte, ohne sie dafür bereits abreißen und damit die Verkehrsverbindung unterbrechen zu müssen. Der Neubau wurde nach Plänen des Bauingenieurs August Bredtschneider (Stadtbaurat für Tiefbau der Stadt Charlottenburg) und des Architekten Heinrich Seeling (Stadtbaurat für Hochbau der Stadt Charlottenburg) ausgeführt, die Projektleitung lag – wie für Brückenbauten üblich – beim Tiefbauamt.
Den Namen Dovebrücke trug bereits der hölzerne Vorgängerbau. Bei der großen Zahl von Brücken im Berliner Stadtgebiet war es zu dieser Zeit gängige Praxis, Neubauten nach den Straßen zu benennen, die sie anbanden. Die Dovestraße wiederum war 1892 nach dem 1879 verstorbenen Physiker Heinrich Wilhelm Dove benannt worden.

## Beschreibung
Die Brücke besteht aus zwei Korbbogen-Gewölben, die Brückenachse liegt in einem Winkel von 77° zur Längsachse des Kanals. Das größere der beiden Gewölbe überbrückt den Kanal mit 24 m Spannweite, das kleinere mit 9,70 m Spannweite die tiefliegende Ladestraße am südlichen Kanalufer, die heute als kombinierter Fußgänger- und Radwanderweg dient.
Die Gewölbekonstruktion aus Beton wurde an der Unterseite mit Vorsatzbeton und an den Seitenflächen mit rötlichen Verblendklinkern (im für Berlin ungewöhnlichen holländischen Format) verkleidet, die Gliederungen und der vom Berliner Bildhauer Hermann Feuerhahn geschaffene plastische Bauschmuck bestehen aus Muschelkalk. Die Brücke hat zwei Fahrspuren und beidseitig breite Bürgersteige. Die massive Brüstung ist etwa 1,60 m hoch.
An der Ostseite des nördlichen Widerlagers führen zwei Freitreppen vom Salzufer hinunter zu einer angebauten öffentlichen Toilettenanlage (zeitgenössisch „Bedürfnisanstalt“), die inzwischen seit langem stillgelegt und in ruinösem Zustand ist. Ihre Innenräume waren durch Oberlichter in der Gehweg-Oberfläche belichtet, zum Kanal hin zeigt ihr kreissegment-förmiger Baukörper einen auffälligen Kranz von Muschelkalk-Säulen, die ursprünglich das weit überstehende kuppelähnliche Dach trugen.
Während die sorgfältige architektonische Gestaltung dieses Bauteils im Grunde nur vom gegenüberliegenden Ufer und vom Kanal aus wahrnehmbar war, besaß die Brücke am südlichen Widerlager zwei Bauteile von ursprünglich erheblich größerer Wirkung. Dort schlossen sich nach Westen ein hoher Uhrturm und ein kleines Bürogebäude für den Umschlagbetrieb der Ladestraße an, in dem auch technische Nebenanlagen für die elektrisch betriebenen Ladekräne untergebracht waren. Dieser Bauteil ist nur bis etwa zur Höhe der Brückenbrüstung mit Veränderungen erhalten. Eine Art optisches „Gegengewicht“ auf der Ostseite des Brückenkopfs stellte eine auf hohem Postament stehende, überlebensgroße Figur aus Muschelkalk dar, die ebenfalls von Hermann Feuerhahn stammte. Von diesem rein schmückenden Element sind heute keine baulichen Überreste mehr auszumachen.